# Piedade de Ponte Nova
Piedade de Ponte Nova – miasto i gmina w Brazylii, w stanie Minas Gerais. Znajduje się w mezoregionie Zona da Mata i mikroregionie Ponte Nova.